# Conquista (Minas Gerais)
Conquista is een gemeente in de Braziliaanse deelstaat Minas Gerais. De gemeente telt 6.922 inwoners (schatting 2009).
De plaats ligt aan de rivier de Rio Grande.

## Verkeer en vervoer
De plaats ligt aan de weg BR-464.